# Francisco Albó
Francisco Albó y Martí (Barcelona, 1874-Puigcerdá, 1918) fue un político y abogado español. 

## Biografía
Nació en Barcelona en 1872, hijo del prestigioso abogado Ramón Albó y Calvaría, natural de Castañet (Gerona) y persona muy activa en el movimiento católico y la causa carlista.
Era hermano de Ramón Albó. Se inició en política en el carlismo, pero a principios del siglo XX, a raíz de su participación en el Primer Congreso Internacional de la Lengua Catalana se decantó directamente por el catalanismo y formó parte de la Lliga Regionalista, con la que fue elegido concejal del Ayuntamiento de Barcelona en 1901. Después fue elegido diputado al Congreso por el distrito electoral de Olot en las elecciones generales de 1903 y 1905, y durante este período fue el portavoz de su partido en el Congreso. Fue uno de los impulsores de Solidaridad Catalana, aunque no fue elegido diputado en 1907. Escribió varias obras históricas y jurídicas.

## Obras
- La mort del creuhat (1888)
- L'ús de la llengua pròpia considerat com un dret, Barcelona, (1906)[4]